# IJmuiden
IJmuiden (pronunție în neerlandeză [ˌɛi̯ˈmœy̯də(n)]) este un oraș-port în provincia Olanda de Nord a Țărilor de Jos și principala localitate a comunei Velsen. El este situat la gura de vărsare a Canalului Mării Nordului și se află la aproximativ 17 km nord de Haarlem.
Scrierea denumirii orașului cu două majuscule se datorează faptului că IJ este o digramă în limba neerlandeză și este, prin urmare, uneori considerat a fi o ligatură, comportându-se ca o singură literă.
Portul IJmuiden este un port cu apă adâncă adecvat navelor Panamax complet încărcate și al patrulea port ca mărime din Țările de Jos.

## Istoric
Regiunea Velsen era deja locuită în epoca romană, iar descoperirile arheologice din zona lacului desecat Wijkermeer indică faptul că a existat aici un port la Marea Nordului cu o anumită importanță regională. Actualul IJmuiden conține patru porturi: vissershaven (cod naval IJM), un chei pentru pescuit (visafslag) denumit haringhaven, IJmondhaven și Portul Maritim Marina IJmuiden, un port pentru ambarcațiuni de agrement. IJmuiden a devenit cel mai mare port de pescuit din Țările de Jos, după ce insula Urk a fost închisă de către Afsluitdijk. Orașul a suferit pagube însemnate și distrugeri în timpul celui de-al Doilea Război Mondial, din cauza importanței sale maritime.

### Gura IJ
Înainte de construirea actualului oraș IJmuiden, zona a fost cunoscută sub numele de Breesaap; aici se afla o câmpie pustie unde trăiau doar o mână de fermieri. 
Primele proiecte pentru realizarea unui canal care să facă legătura între orașul Amsterdam și Marea Nordului, cu gura de vărsare în această zonă, au fost întocmite începând din 1626, dar au fost puse în practică abia în secolul al XIX-lea, atunci când, în 1851, întreaga zonă a fost vândută antreprenorilor Bik și Arnold. Săpăturile au început pe 8 aprilie 1865.
IJmuiden este cel mai nou oraș din Olanda de Nord și există doar din 1 noiembrie 1876, când Canalul Mării Nordului a fost deschis oficial de către regele Willem al III-lea al Țărilor de Jos, pentru a face legătura între orașul Amsterdam și mare. El a numit orașul „IJmuiden” după ce a trecut prin ecluza din Marea Nordului în canal. După ce nava cu zbaturi „Stad Breda” construită de Stoomvaart Maatschappij Zeeland, a trecut, prima navă ce venea dinspre Amsterdam, SS Rembrandt, construită de Koninklijke Nederlandsche Stoomboot Maatschappij (KNSM), a trecut în celălalt sens. Muncitorii care au săpat canalul s-au stabilit mai târziu acolo; ei au găsit de lucru în industria pescuitului, după ce canalul a fost terminat, dar mulți dintre ei au trăit într-o sărăcie extremă. 

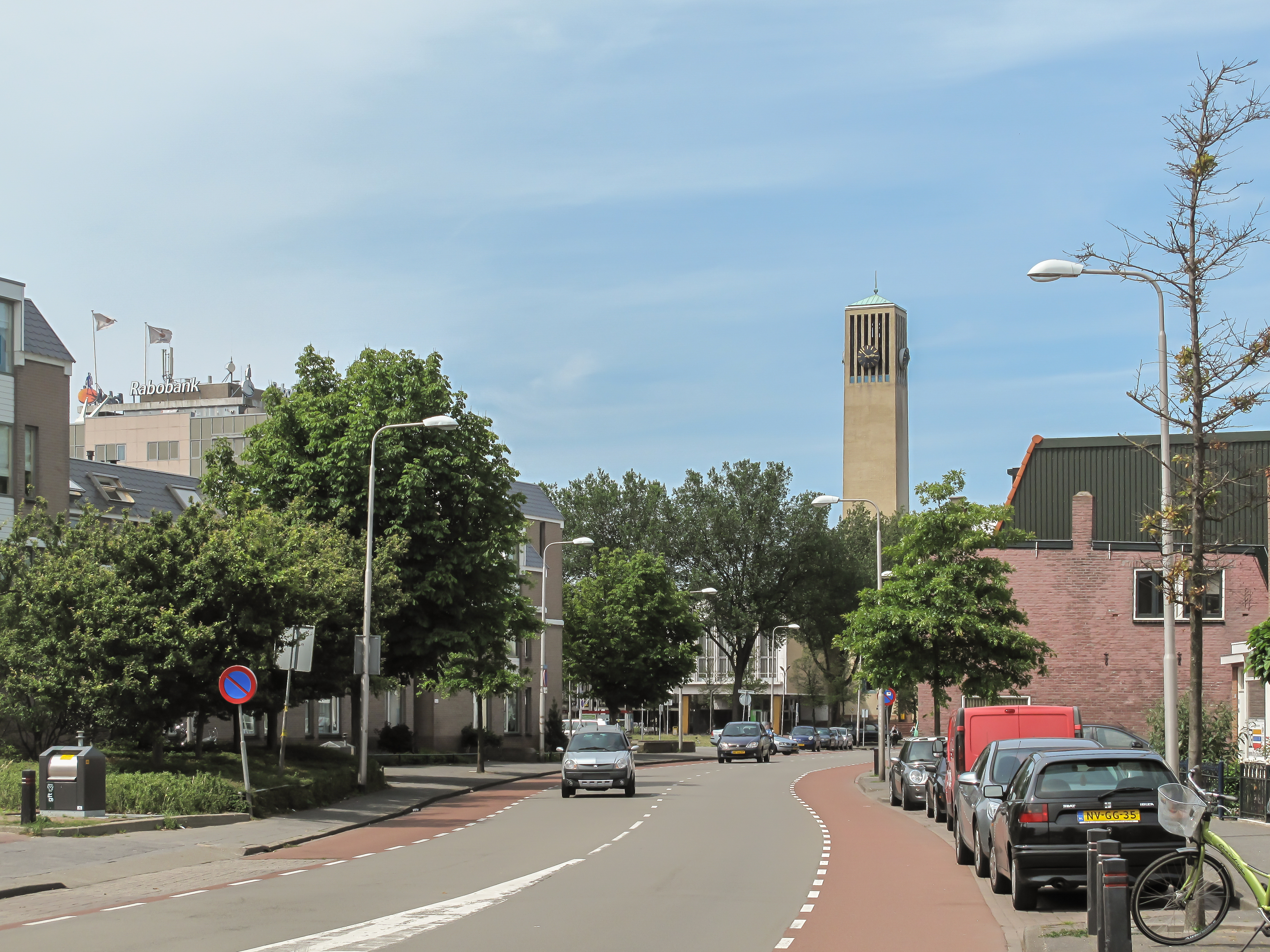
Stradă din IJmuiden (în fundal este clădirea primăriei)

Numele IJmuiden înseamnă, literal, „gura IJ”, care este o aluzie la importanța orașului pentru portul Amsterdam. Numele IJmuiden a apărut mai întâi ca IJ-muiden într-un text scris în 1848 de către profesorul și jurnalistul (și, mai târziu, ministru liberal al finanțelor în guvernul condus de Van Lynden van Sandenburg) Simon Vissering. Forma actuală IJmuiden a fost adoptată în cele din urmă în anul 1876, după finalizarea lucrărilor la Canalul Mării Nordului.
În 1890 avea aproximativ 1.500 de locuitori, dar numărul populației a crescut puternic după construirea în 1918 la IJmuiden a oțelăriilor Koninklijke Nederlandse Hoogovens. La acel moment transportul maritim era la un nivel scăzut, din cauza faptului că puitoarele de mine au plasat mai multe mine pe coasta IJmuiden în timpul Primului Război Mondial. Canalul necesita, de asemenea, o dragare constantă din cauza depunerii periodice de sedimente la vărsarea în mare, iar vânturile care suflau alternativ din direcții opuse făceau ca nisipul să se acumuleze în locuri din afara portului între dig și țărm.

### Al Doilea Război Mondial

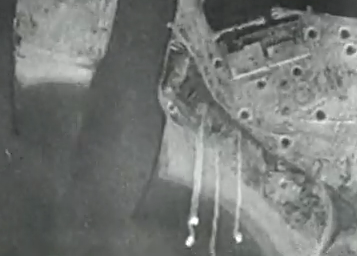
Fotografie dintr-un film făcut de Armata Americană în timpul bombardamentelor buncărului german Schnellbootbunker DE (SBB2), februarie 1945.

După invadarea Țărilor de Jos de către Germania Nazistă pe 10 mai 1940, membrii familiei regale neerlandeze au părăsit țara de la IJmuiden în seara de 12 mai, majoritatea la bordul distrugătorului britanic HMS Codrington, în timp ce regina a plecat la bordul HMS Hereward. Cheiurile de la IJmuiden erau aglomerate la acea vreme cu oameni disperați să fie transportați peste canal, uneori cu mari cheltuieli. În timpul ocupației germane, canalul a fost scos din funcțiune și germanii au distrus cea mai mare parte a orașului IJmuiden pentru a crea ceea ce ei au numit Festung IJmuiden (Fortăreața IJmuiden), o zonă militarizată puternic apărată din care întreaga populație civilă a fost mutată.
IJmuiden a devenit locul în care marina germană a construit două adăposturi fortificate pentru Schnellboote (torpiloare rapide, cunoscute de Aliați ca „E-boats”) și minisubmarine Biber. Structura mai veche, cu numele de cod Schnellbootbunker AY (SBB1), era protejată de un acoperiș din beton cu grosimea de 3 m. Cea mai nouă, cu numele de cod Schnellbootbunker DE (SBB2), avea un acoperiș din beton gros de 3-3,7 m, cu un strat suplimentar de 0,61-1,22 m separat printr-un întrefier.
Navele se aflau în adăposturi în timpul zilei, fiind apărate de atacurile aeriene, și porneau pe mare doar noaptea pentru a ataca transporturile maritime aliate. Adăposturile fortificate au devenit obiective prioritare, după Debarcarea din Normandia, pentru că torpiloarele germane erau considerate o amenințare considerabilă la adresa liniilor de alimentare ale forțelor Aliate din Europa de Vest, și au fost supuse unor repetate atacuri aeriene. Printre acestea s-au numărat patru atacuri ale Escadrilei nr. 9 și Escadrilei nr. 617 ale Royal Air Force, în care au fost aruncate un număr total de 53 de bombe Tallboy de cinci tone. Au mai avut loc, de asemenea, două atacuri în 1945 ale forțelor aeriene americane cu bombe Disney cu propulsie cu combustibil solid, special concepute pentru a penetra buncărele fortificate de beton, care puteau rezista bombelor convenționale.
Povestea orașului IJmuiden în timpul războiului este prezentată în Bunker Museum IJmuiden nl .

## Galerie

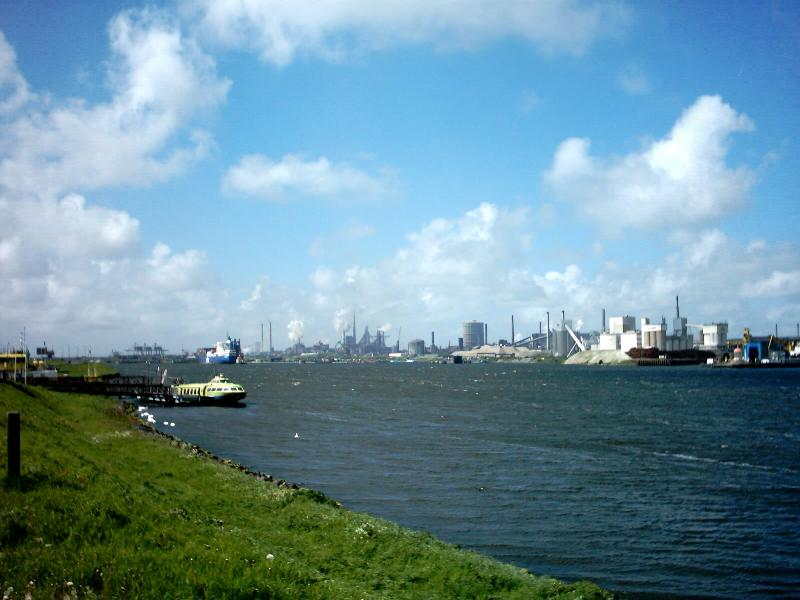
Canalul Mării Nordului
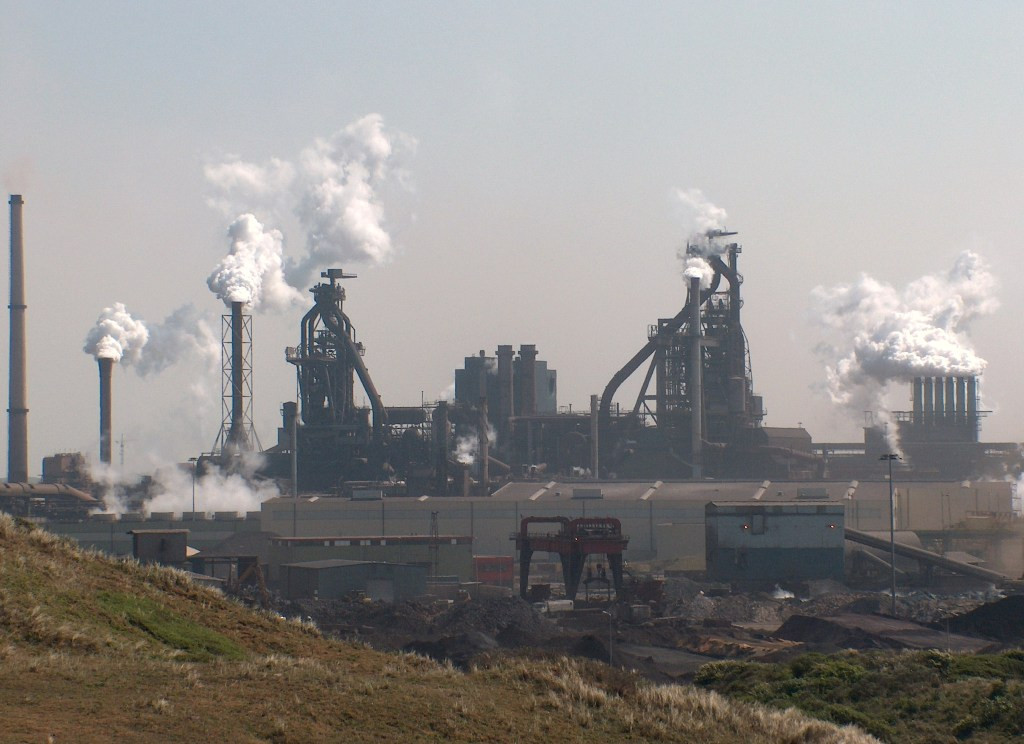
Oțelăriile din IJmuiden
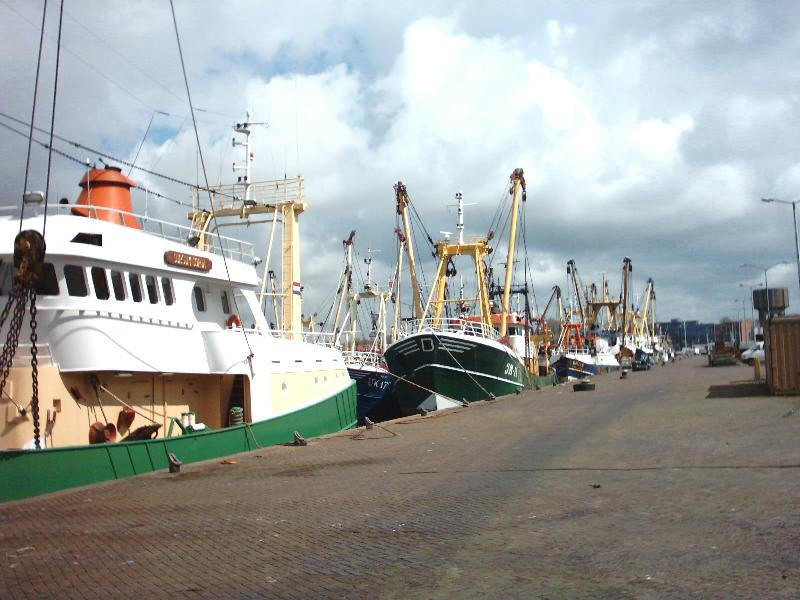
Nave de pescuit trase la cheu în IJmuiden
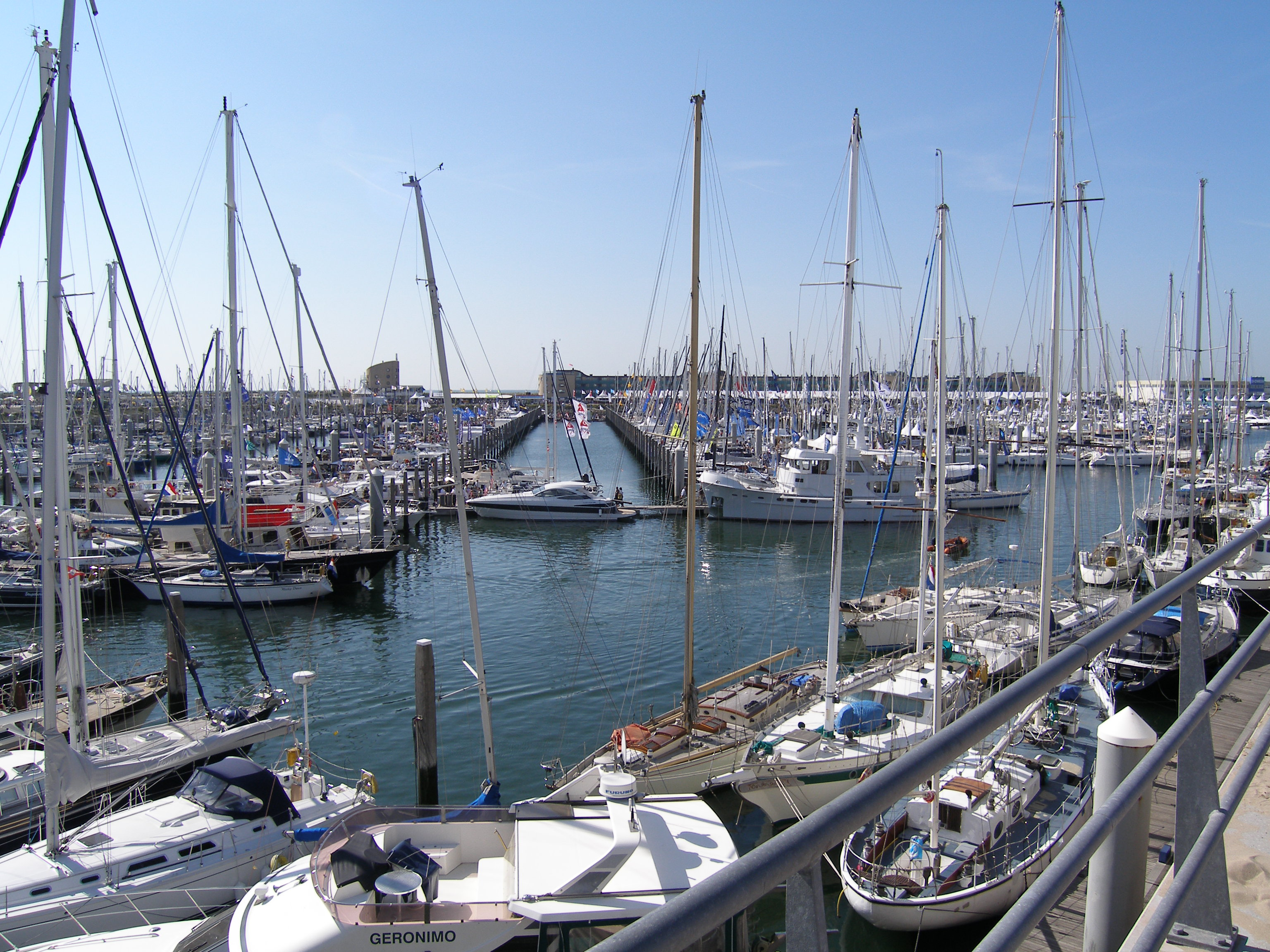
Portul de agrement Marina IJmuiden
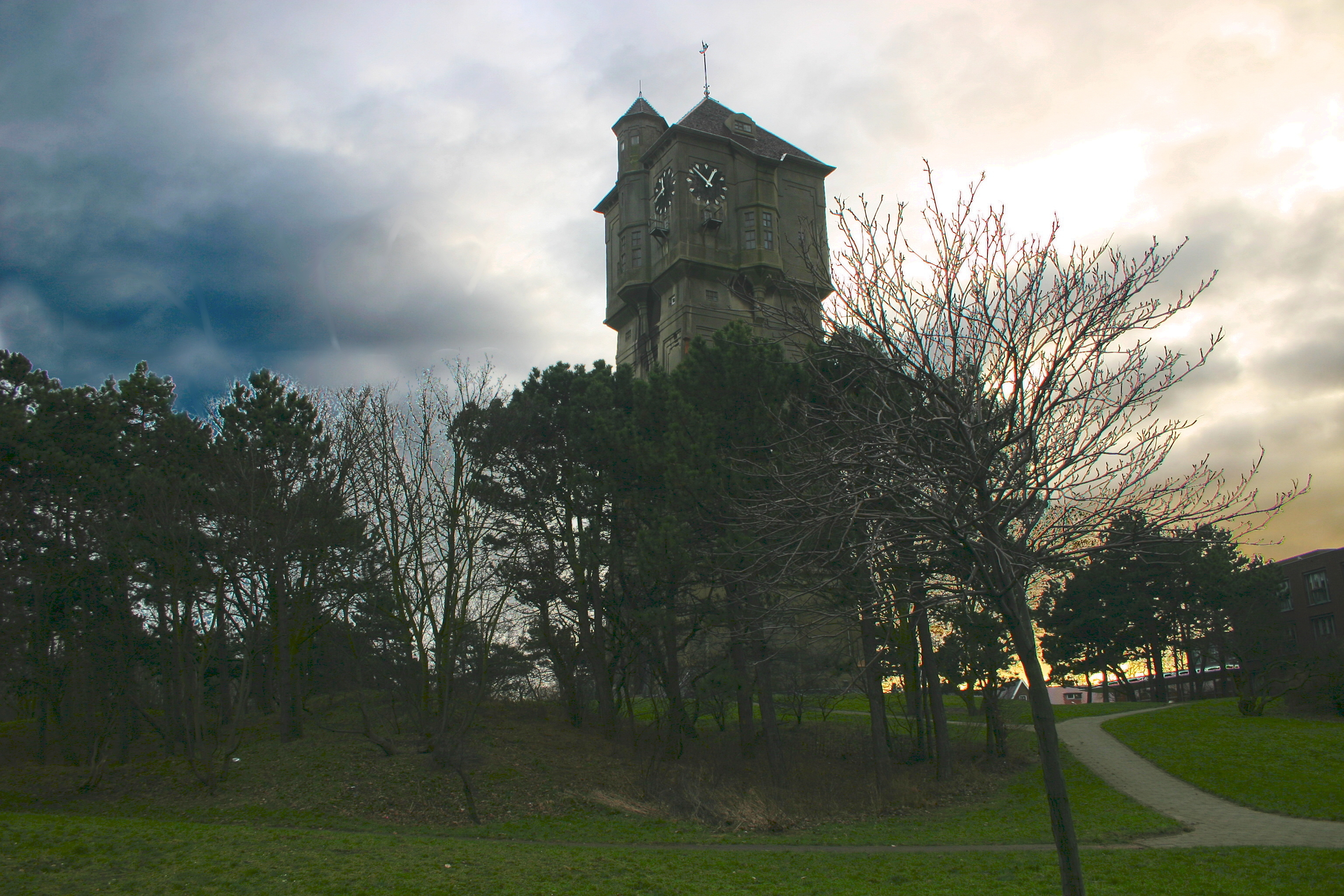
Vechiul turn de apă